# 에어 프랑스-KLM
에어 프랑스-KLM(영어: Air France-KLM)은 프랑스 파리 파리 샤를 드 골 공항에 본부를 두고 있는 항공 지주회사로 스카이팀 항공 동맹에 속해 있다.

## 역사
에어 프랑스는 2004년 5월 네덜란드의 항공사 KLM을 인수하였다. 그 결과 에어 프랑스-KLM이 탄생하였다. 에어 프랑스와 KLM은 운영 수입으로 세계 최대, 여객 운송 거리로 세계 3위(유럽에서는 1위) 항공사로 아에로플로트, 델타항공, 아에로멕시코, 대한항공, 체코항공, 알리탈리아 항공과 더불어 스카이팀 회원사로 에어 프랑스와 KLM은 각각의 브랜드로 항공기를 운항한다.

## 전체 지분 소유사

### 에어 프랑스그룹
- 에어 프랑스
- HOP!
- 트랜스아비아닷컴 프랑스 (에어 프랑스: 60 %, KLM: 40 %)

### KLM그룹
- KLM
- KLM 시티호퍼
- VLM 항공
- 마르틴 에어
- 트랜스아비아닷컴

### 유럽지역
- 시티제트 (아일랜드 항공사)

## 반소유 항공사

### 알리탈리아그룹
- 알리탈리아 항공
- 에어원 스마트 캐리어
- 알리탈리아 시티라이너

### 아프리카지역
- 에어 모리셔스
- 로얄 에어 모로코 (3 %)
- 케냐 항공 (26 %)

### 유럽지역
- 하이스피드 얼라이언스 (10 %)[1]
- 에어 코르시카 (12 %)
- 에어 칼레도니 (2 %)

### 폴리네시아지역
- 에어 타히티 (7 %)

## 플라잉 블루
플라잉 블루(영어: Flying Blue)는 에어 프랑스와 KLM에서 사용하는 마일리지 프로그램으로 2005년 6월 6일부터 서비스가 시작되었다. 두 항공사 모두 스카이팀에 속하기 때문에 두 항공사 간 마일리지가 공용되며, 엘리트 자격 서비스와 마일리지 사용 및 적립을 스카이팀 회원사에서 제휴하고 있다. 또한 에어 프랑스, KLM을 비롯해 스카이팀 항공편 항공사 및 호텔, 렌터카, 신용카드 등 130곳 이상 제휴하고 있으며 마일리지 적립 및 혜택을 이용할 수 있다. 또한 회사 제휴사 항공편 이용 횟수와 거리에 따라 아이보리, 실버, 골드, 플래티넘의 4가지 엘리트 회원자격 제도를 보유하고 있다.